# Manuel Valera
Manuel Valera (né le 17 octobre 1980 à La Havane) est un musicien de jazz américain d'origine cubaine. Fils du saxophoniste Ernesto Manuel Valera Orta, il reçoitu une formation de saxophoniste classique au Conservatoire Manuel-Saumell de La Havane. Après son déménagement aux États-Unis fin 1994, il se tourne vers le piano.
Il vit depuis 2000 à New York, où il a étudié à la New School auprès de Richie Beirach. Son jeu est influencé par Bill Evans, Chick Corea et Keith Jarrett.
Il joue avec les groupes de Dafnis Prieto, Arturo Sandoval, Paquito D’Rivera, Brian Lynch (en), Yosvany Terry, Jeff "Tain" Watts, Lenny White ainsi qu’avec Claudio Roditi.